# Стандарты медицинской помощи трансгендерным и гендерно-неконформным людям
Стандарты медицинской помощи трансгендерным и гендерно-неконформным людям — международный клинический протокол, созданный Всемирной профессиональной ассоциацией по здоровью трансгендерных людей (WPATH), описывающий рекомендуемые способы обследования и лечения трансгендерных и гендерно-неконформных людей на протяжении всей жизни, включая социальные, гормональные или хирургические аспекты трансгендерного перехода, которыми часто руководствуются врачи при выборе лечения для пациентов. В то время как существуют другие стандарты, протоколы и руководящие принципы, особенно за пределами Соединенных Штатов, данный документ является наиболее распространенным протоколом, используемым профессионалами, работающими с трансгендерными и гендерно-неконформными людьми.
Последняя версия стандартов, восьмого пересмотра, была выпущена 15 сентября 2022 года.

## История и развитие
До появления первой версии документа среди медицинского сообщества не существовало единого мнения о психиатрических, психологических, медицинских и хирургических требованиях или процедурах. До 1960-х годов лишь немногие страны предлагали безопасные, легальные медицинские услуги, а многие криминализировали лечение, либо использовали недоказанную конверсионную терапию. В ответ на эту проблему Международная ассоциация по борьбе с гендерной дисфорией имени Гарри Бенджамина (ныне известная, как Всемирная профессиональная ассоциация по охране здоровья трансгендерных людей) разработала один из первых наборов клинических руководств с четкой целью обеспечения «длительного личного комфорта в отношении гендерного „я“, чтобы максимизировать общее психологическое благополучие и самореализацию».
Стандарты помощи периодически обновляются и пересматриваются. Восьмая (последняя версия) была выпущена 15 сентября 2022 года. Предыдущие версии были выпущены в 1979 (1-я), 1980 (2-я), 1981 (3-я), 1990 (4-я), 1998 (5-я), 2001 (6-я), и 2012 (7-я).

### Редакции 1-4
Первые четыре редакции стандартов медицинской помощи назывались «Стандарты медицинской помощи: гормональная и хирургическая коррекция пола у лиц с гендерной дисфорией» (англ. Standards of Care: The Hormonal and Surgical Sex Reassignment of Gender Dysphoric Persons). Первая версия была выпущена в 1979 году, а редакции выпущены в 1980, 1981 и 1990 годах. Эти изменения были относительно незначительными, основная часть текста оставалась почти неизменной. Эти версии стандартов следовали концепции привратника, разработанной Гарри Бенджамином, в соответствии с которой клиницисты предъявляли строгие требования к кандидатам, требуя проведения оценки у отдельных специалистов в области психического здоровья и обязательной психотерапии.
Первые четыре версии Стандартов медицинской помощи были опубликованы в качестве отдельных документов Международной ассоциацией Гарри Бенджамина по гендерной дисфории. Однако третья версия также была опубликована в виде перепечатки 1985 года в журнале Archives of Sexual Behavior.

### 5 редакция
В 1990-х годах WPATH испытывала трудности с работой из-за критики их стандартов в транс-сообществе, такой как требование проведения теста реальной жизни, когда пациентам приходилось совершить социальный переход на срок до года перед началом гормональной терапии. Эта критика переросла в возглавляемый транслюдьми Комитет по защите интересов и связям (англ. Advocacy and Liaison committee), что стало первым случаем, когда с транслюдьми официально консультировались по поводу их лечения. 5-я версия, опубликованная в 1998 году, называлась «Стандарты оказания помощи при расстройствах гендерной идентичности», чтобы соответствовать DSM-III. В нём рекомендовалась, но не требовалась психотерапия, и говорилось, что, хотя расстройства гендерной идентичности являются психическим расстройством, это не является поводом для стигматизации пациентов.

### 6 редакция
Шестая редакция была опубликована в 2001 году и предлагала большую гибкость и индивидуальный подход, но продолжала использовать фразу «расстройство гендерной идентичности». В то же время трансгендерные люди все чаще жаловались на необходимость «прыгать через обручи». Редакция также не включала существенных изменений в задачи, которые должны были выполнять специалисты в области психического здоровья, или в общие рекомендации по содержанию условий готовности к медицинским изменениям. Важное изменение в критериях для начала гормональной терапии позволило клиникам назначать гормональные препараты, даже если пациенты не проходили «Тест в реальной жизни» или психотерапию, если это было сделано в целях снижения вреда для пациента. Заметное изменение в шестой версии разделило критерии приемлемости и готовности к операции «сверху» и «снизу», позволив некоторым пациентам, особенно с приписанным женским гендером при рождении, выполнить маскулинизирующую мастэктомию.

### 7 редакция
Седьмая редакция, названная «Стандарты медицинской помощи транссексуалам, трансгендерным и гендерно неконформным людям», была опубликована в 2012 году как в Международном журнале здоровья трансгендерых людей, так и в качестве отдельного документа. В руководство включены разделы, посвященные назначению и использованию документа, его глобальной применимости, разнице между гендерным несоответствием и гендерной дисфорией, эпидемиологии, лечению детей, подростков и взрослых, психическому здоровью, гендерно-аффирмативной гормональной терапии (маскулинизирующей или феминизирующей), репродуктивному здоровью, голосовой и коммуникативной терапии, гендерно-аффирмативной хирургии, пожизненной профилактике и первичной медицинской помощи, применимости стандартов к людям, живущим в специализированных учреждениях, и применимости стандартов к людям с нарушениями полового развития.
Седьмая версия также включает в себя признание постоянно развивающегося языка, используемого для описания транссексуальных, трансгендерных и гендерно неконформных лиц и обращения с ними. Особое внимание уделяется идее о том, что отождествление себя с этими ярлыками по своей сути не квалифицирует кого-либо как человека с расстройством, и что лечение должно быть сосредоточено на облегчении любых страданий, вызванных гендерной дисфорией. Они выступают против «лишения гражданских прав и свобод человека» на основании чьей-либо гендерной идентичности. Эта версия, так же как и её предшественница, требует направления на хирургические процедуры на основе установленных критериев, но отмечает важность информированного согласия и прислушивания к пожеланиям пациента.
Седьмая версия включает раздел, в котором проводится различие между случаями гендерной дисфории и несоответствия у детей и подростков, а также рекомендуемые пути лечения для каждого из них.
Систематический обзор международных руководящих принципов по лечению гендерной дисфории и гендерного нессответствия у детей и подростков, опубликованный в рамках обзора Cass в 2024 году, показал, что данной редакции не хватает «строгости в отношении развития и прозрачности».

### 8 редакция
Восьмая редакция, названная «Стандарты медицинксой помощи трансгендерым и гендерно-неконформным людям», была опубликована в 2022 году. В восемнадцати главах даются рекомендации для медицинских работников. Руководство было разработано междисциплинарным комитетом экспертов на основе предыдущих версий и с использованием метода «Дельфи».
8 редакция является первой, которая включает главу медицинской помощи подросткам отдельно от главы об медицинской помощи детям. В этой версии протокола нет конкретных возрастных ограничений для лечения, что подчеркивает необходимость принятия решения индивидуально для каждого пациента. Он подвергся критике за предположение, что молодые люди могут прийти к убеждению, что они трансгендерны под влиянием общества.
Более ранний проект потребовал бы нескольких лет установления трансгендерной идентичности, прежде чем подросток смог бы начать лечение. После критики со стороны защитников транслюдей, а также сотрудников помощника министра здравоохранения и социальных служб США это положение было удалено из окончательного релиза. Несмотря на критику, трансгендерные молодые люди, желающие пройти лечение, по-прежнему обязаны проходить «всестороннюю диагностическую оценку». В заявлении представителя министерства они объяснили, что помощник госсекретаря Левин «поделилась своим мнением со своими сотрудниками о том, что публикация предлагаемых более низких возрастов для операций, связанными с гендерным переходом не была поддержана наукой или исследованиями и может привести к шквалу нападок на трансгендерное сообщество». В июле 2024 года администрация Байдена заявила, что выступает против гендерно-аффирмативных операций для несовершеннолетних трансгендерных людей, но также заявила, что продолжит поддерживать гендерно-аффирмативную помощь несовершеннолетним и будет продолжать выступать против запретов на такое лечение, в том числе продолжать выступать против запретов на операции. В августе 2024 года председатель Республиканской партии Лиза Макклейн из подкомитета Конгресса США по здравоохранению и финансовым услугам объявила, что начала расследование и запросила у министрерства здравоохранения документы и информацию, связанные с его взаимодействием с WPATH.
Руководящие принципы стали предметом споров во время дебатов по законопроекту правительства Шотландии о реформе гендерного признания в 2022 году. Противники законопроекта обратили особое внимание на главу о евнухах, в которой предлагается считать евнуха гендерной идентичностью, и раскритиковали связь национальной службы здравоохранения Шотландии с WPATH.
Национальная служба здравоохранения Англии поручила Cass Review разработать рекомендации для трансгендерных людей в Англии. Систематический обзор международных руководящих принципов, опубликованный в рамках обзора, был опубликован в 2024 году, и в нём говорилось, что стандартам в восьмой редакции не хватает «строгости в разработке и прозрачности». Служба в марте 2024 года обновила свои руководящие принципы и заявила, что для детей и подростков они не следуют стандартам WPATH.

## Популяция
Проблемы, характерные для определённых демографических групп, включая взрослых, детей и подростков, описаны в главах 5-11 восьмой редакции.

### Взрослые
Глава 5 содержит информацию, касающуюся проблем у взрослых трансгендерных и гендерно-неконформных людей.

### Подростки
В отличие от предыдущих версий, в восьмой редакции отдельными главами проводится концептуальное различие между подростками и детьми.
Рекомендуется тщательная оценка когнитивной зрелости квалифицированными специалистами в области психического здоровья. В отличие от предыдущих версий, здесь нет абсолютных требований к продолжительности обследований или возрасту для доступа к гендерно-аффирмативному лечению; скорее, следует учитывать индивидуальное психосоциальное и физическое развитие.
Кроме того, главы 12 и 13 и Приложение D содержат дополнительные рекомендации относительно гормонотерапии и хирургического лечения у подростков.

### Дети
Глава 7, касающаяся только детей препубертатного возраста, содержит рекомендации относительно поддержки детей и их семей на протяжении всего гендерного исследования и потенциальных социальных изменений.

### Небинарные люди
Небинарные люди впервые включены в главу 8. Руководящие принципы рекомендуют, чтобы медицинское лечение и социальная поддержка были доступны небинарным людям в индивидуальных сочетаниях, например, проведение медицинских вмешательств без социального перехода или гендерно-аффирмативная хирургия без гормонотерапии. В главе дополнительно отмечается уникальный опыт дискриминации, стресса от меньшинств и трудностей с доступом к гендерно подтверждающему медицинскому обслуживанию среди небинарных людей, которые медицинские работники должны принимать во внимание.